# Voli di superficie
I cosiddetti voli di superficie (Alitalia Airport train by FS) erano dei servizi ferroviari rapidi gestiti dalla compagnia aerea di bandiera italiana, l'Alitalia, che collegavano l'aeroporto di Roma-Fiumicino alle città di Firenze e Napoli.
L'istituzione di tali collegamenti fu decisa alla fine del 1991, prevedendo l'uso di quaterne di elettromotrici ALe 601 e rimorchiate, ridipinte in livrea Alitalia.
Per la trasformazione del materiale rotabile (7 treni di 4 elementi) furono incaricate le officine di Cittadella del gruppo Firema.
I servizi ebbero inizio il 29 giugno 1992 e cessarono il 30 giugno 1994.